# Gare de Broye
La gare de Broye est une gare ferroviaire française de la ligne de Nevers à Chagny, située sur la commune de Broye dans le département de Saône-et-Loire en région Bourgogne-Franche-Comté. 
C'est une halte voyageurs de la Société nationale des chemins de fer français (SNCF), desservie par des trains régionaux TER Bourgogne-Franche-Comté.

## Situation ferroviaire
Établie à 294 mètres d'altitude, la gare de Broye est située au point kilométrique (PK) 113,443 de la ligne de Nevers à Chagny, entre les gares de Mesvres et de Saint-Symphorien-de-Marmagne.

## Service des voyageurs

### Accueil
Halte SNCF, c'est un point d'arrêt non géré (PANG) à entrée libre.

### Desserte
Broye est desservie par des trains du réseau TER Bourgogne-Franche-Comté de la relation Montchanin - Étang-sur-Arroux.

### Intermodalité
Le stationnement des véhicules est possible à proximité.